# Chorley Football Club
El Chorley Football Club es un equipo de fútbol profesional inglés que actualmente juega en la Conference North de la liga inglesa de fútbol. Está establecido en Chorley, Lancashire, jugando sus partidos de liga en el Victory Park. Fue fundado en 1875 como una unión de rugby, que ocho años después cambió a fútbol.

## Entrenadores
- Bryan Griffiths (1997)
- Mark Patterson (2003-04)
- Shaun Teale (2005-06)[3]
- Ray Stafford (interino- 2006)[3]
- Martin Clark (2006)
- Paul Lodge (2006)
- Gerry Luczka (2006-08)[4][5]
- Garry Flitcroft (2010-15)[6][7]
- Matt Jansen (2015-2018)[7][8]
- Jamie Vermiglio (2018-2022)[9]
- Andy Preece (2022-)

## Palmarés
- Northern Premier League (2): 1988, 2014
- Lancashire Combination (11): 1920, 1923, 1928, 1929, 1933, 1934, 1940, 1946, 1960, 1961, 1964
- Lancashire League (2): 1997, 1999
- Lancashire FA Challenge Trophy (17): 1894, 1909, 1924, 1940, 1946, 1958, 1959, 1961, 1964, 1965, 1976, 1980, 1982, 1983, 2012, 2015, 2016